# Боллінджер (округ, Міссурі)
Шаблон:StateAbbr_ 37°19′ пн. ш. 90°02′ зх. д. / 37.32° пн. ш. 90.03° зх. д.
Округ  Боллінджер (англ. Bollinger County) — округ (графство) у штаті Міссурі, США. Ідентифікатор округу 29017.

## Історія
Округ утворений 1851 року.

## Демографія
За даними перепису 
2000 року 
загальне населення округу становило 12029 осіб, усе сільське.
Серед мешканців округу чоловіків було 5950, а жінок — 6079. В окрузі було 4576 домогосподарств, 3463 родин, які мешкали в 5522 будинках.
Середній розмір родини становив 3.
Віковий розподіл населення поданий у таблиці:
| Стать    | До 15 років | 15-21 | 22-29 | 30-39 | 40-49 | 50-65 | 65-85 | Понад 85 |
| -------- | ----------- | ----- | ----- | ----- | ----- | ----- | ----- | -------- |
| Чоловіки | 1309        | 593   | 506   | 813   | 876   | 1057  | 728   | 68       |
| Жінки    | 1271        | 553   | 537   | 823   | 891   | 1020  | 851   | 133      |

## Суміжні округи
- Перрі — північ
- Кейп-Джірардо — схід
- Стоддард — південь
- Вейн — південний захід
- Медісон — північний захід

## Виноски
1. ↑  U.S. Decennial Census. United States Census Bureau. Архів оригіналу за 26 квітня 2015. Процитовано 13 листопада 2014.
2. ↑  Historical Census Browser. University of Virginia Library. Архів оригіналу за 11 серпня 2012. Процитовано 13 листопада 2014.
3. ↑  Population of Counties by Decennial Census: 1900 to 1990. United States Census Bureau. Архів оригіналу за 3 грудня 2014. Процитовано 13 листопада 2014.
4. ↑  Census 2000 PHC-T-4. Ranking Tables for Counties: 1990 and 2000 (PDF). United States Census Bureau. Архів оригіналу (PDF) за 18 грудня 2014. Процитовано 13 листопада 2014.
5. ↑  State & County QuickFacts. United States Census Bureau. Архів оригіналу за 5 вересня 2015. Процитовано 7 вересня 2013. [Архівовано 2015-09-05 у Wayback Machine.](англ.) Наведено за англійською вікіпедією.
6. ↑  American FactFinder. Бюро перепису населення США. Архів оригіналу за 26 лютого 2012. Процитовано 31 січня 2008. [Архівовано 2008-05-21 у Wayback Machine.]

| США | Це незавершена стаття з географії США. Ви можете допомогти проєкту, виправивши або дописавши її. |